# Almandina
L'almandina és una espècie mineral que pertany al grup dels granats. El seu nom deriva d'alabandicus, que és el nom que va donar Plini el Vell a la pedra treballada a Alabanda, un poble de Caria, a l'Àsia Menor. L'almandina és un granat aluminico-fèrric, d'un color vermell intens amb certes tonalitats violàcies.
L'almandina forma part com a membre extrem de la solució sòlida entre ella mateixa i el pirop. La seva fórmula és: Fe₃Al₂(SiO₄)₃. A mesura que ens desplacem en la solució sòlida cap al domini del pirop, el ferro de l'almandina es va substituint per magnesi.
El mineral cristal·litza en el sistema cristal·lí cúbic, amb uns paràmetres de cel·la de a ≈ 11.512 Å a 100 K.

## Formació i jaciments

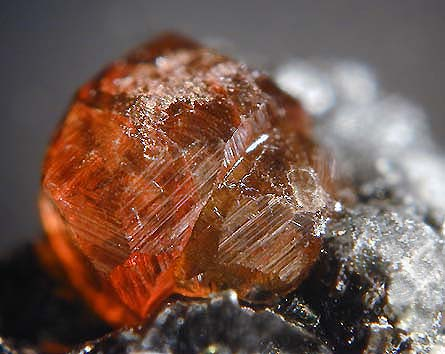
Almandina

L'almandina es troba abundantment en plaers; són sobretot coneguts els de Sri Lanka, on sovint és anomenada rubí de Ceilan. Si l'almandina pren tonalitats violàcies s'anomena granat de Thanlyin, un poble de Pegu, a Myanmar. S'han trobat grans dipòsits d'almandina als Territòris de Nord, a Àustràlia.
A més a més d'aquests llocs, on l'almandina és coneguda per la seva abundància o bellesa, també es troba arreu del món. Generalment es troba en roques metamòrfiques con esquistos, corneanes, gneissos o altres tipus de roca. També en roques ígnies com pegmatita o eclogita.